# Медаль «За похвальную службу» (Министерство обороны США)
Медаль «За похвальную службу» (англ. Defense Meritorious Service Medal, сокр. DMSM) — награда, вручаемая Министерством обороны Соединённых Штатов Америки, военнослужащим всех родов войск за небоевые заслуги или достижения в мирное время.

## История
Медаль была учреждена 3 ноября 1977 года 39-м Президентом США Джимми Картером (указ № 12019). Первым награждённым стал майор Армии США Т. Ковингтон (англ. Terrell G. Covington).